# 佐々木啓夫
佐々木 啓夫（ささき ひろお、1984年9月9日 - ）は、日本の男性声優。秋田県出身。81プロデュース所属。

## 人物
昔は秋田県秋田市に住んでいたという。
中学生の頃に友人に勧められてテレビアニメ『機動戦士ガンダム』に熱中して、その流れでゲーム『スーパーロボット大戦』が好きになった。『スーパーロボット大戦』のキャラクター事典にキャラクターと担当していた声優の名前が一緒に載っており、そこで初めて職業としての声優を意識した。その後、ほかのアニメを観ていたところ「キャラクターは違うけど同じ人が声をやっているんだ」と気が付いて、職業としての声優をよりはっきりと認識するようになった。元々「何かゲームに関わる仕事がしたい」と思っていたが、「出る側もアリだな」と思い、声優を目指したという。もし『スーパーロボット大戦』のキャラ図鑑に声優の名前が載ってなかったら、声優としての活動をしてなかったかも知れないと語る。
高校時代には放送部に所属していた。ラジオドラマを作ったり朗読したりしていた。NHKのコンクールでは県で入賞して、全国大会に出場したこともある。それもあり、親に「上京して声優の専門学校に行きたい」と相談していた時も、「やるなら頑張れ」と応援してもらい、高校卒業後、代々木アニメーション学院声優タレント科に入学。
同アニメーション学院には、飛び級をして2年で卒業した。当初、「大きいところに入ると埋もれてしまうのでは」と考えて小さい事務所を目指そうとしていた。岩田光央が特別講師として講義に来てくれた時に「目指すなら大手のほうがいい。そのほうが事務もしっかりしているし、何より仕事がある」という話をしてもらい、81プロデュースのオーディションを受けて合格して、81プロデュースの養成所に入所。養成所卒業後、事務所に所属するための査定を受けていたが、最初の年は落ちた。その時に「もう1年勉強しませんか?」と言われて、事務所の営業部預かりのクラスに入り、1年後にもう一度査定受けたが、その時も受からず、さらにもう1年営業部預かりのクラスで勉強して、3回目の査定で合格した。そのクラスには、別のルートから来ていた人物もおり、最終的に、佐々木と同じ年にプロになったのは約20人で、そのうち、2024年時点で81プロデュースに残っているのは佐々木を含めて3人だという。合計で6年間勉強しており、最後の年は「これで受からなかったら諦めよう」と考えていたため、ラストチャンスで合格することができた時は嬉しかったという。
ジュニア所属時代の新人の頃は、自分で練習したり、インターネットカフェとカラオケのアルバイトを掛け持ちしていた。声優として活動してから3年目には、アルバイトを全部辞めて、声優1本で暮らしていけるようになったという。
方言は秋田弁。
思い出深いキャラクターに『スマイルプリキュア!』のアカンベェ役を挙げている。『スマイルプリキュア!』の時はジュニア最後の年で、アフレコブース内のお菓子やお茶の準備の仕事をしていた。『スマイルプリキュア!』の前の年に『ポケットモンスター』シリーズに出演していたため、「鳴き声で感情を表す」という経験がアカンベェにも活かせたと語る。
趣味・特技は歌、バスケットボール、ボクシング。

## 出演
太字はメインキャラクター。

### 劇場アニメ
2008年
- 真救世主伝説 北斗の拳ZERO ケンシロウ伝

2010年
- 劇場版ポケットモンスター ダイヤモンド&パール 幻影の覇者 ゾロアーク（ジグザグマ）

2012年
- 映画 スマイルプリキュア! 絵本の中はみんなチグハグ!（男）
- 映画 プリキュアオールスターズNewStage みらいのともだち（街の人々）
- 映画かいけつゾロリ だ・だ・だいぼうけん!
- ストライクウィッチーズ 劇場版
- 伏 鉄砲娘の捕物帳

2013年
- スタードライバー THE MOVIE（団員）

2017年
- 劇場版 黒子のバスケ LAST GAME（福田寛）

2019年
- 劇場版シティーハンター 〈新宿プライベート・アイズ〉（ボディーガード）
- 映画 この素晴らしい世界に祝福を!紅伝説（ちゃかみや）

### OVA
- Halo Legends（2010年、ブルート、グラント、ジャッカル）
- ショコラの魔法（2011年、ジョー）
- 聖闘士星矢 THE LOST CANVAS 冥王神話（聖闘士）
- HELLSING IX（2012年、オスマントルコの貴族[16]）
- 黒子のバスケ（2013年、福田寛）※原作単行本第25巻限定版DVD
- ひぐらしのなく頃に拡〜アウトブレイク〜（2013年、キャスター）

### Webアニメ
- こぴはん（2011年、井出先生、審判、店長、M男 B）

### ゲーム
2012年
- キングダム ハーツ 3D ［ドリーム ドロップ ディスタンス］（ブラックガードB）
- 幻想水滸伝 紡がれし百年の時（ゴンボスレン、ソラブ、ユーグ）

2014年
- 黒子のバスケ 勝利へのキセキ（福田寛）

2015年
- 憂世ノ志士（永倉新八）
- 憂世ノ浪士（永倉新八）
- 黒子のバスケ 未来へのキズナ（福田寛）

2017年
- ウイニングハンド（ドワーフの重戦士）
- キャプテン翼 〜たたかえドリームチーム〜（サークーン、ガルバン）
- アカとブルー（ムラサキ・エドゥ）

2018年
- 天涯ニ舞ウ、粋ナ花（内藤三夫）
- Firewall Zero Hour（ハンドラー〈男性〉）

2020年
- The Last of Us Part II（男の民兵）

2022年
- コール オブ デューティ モダン・ウォーフェアII（カイル・"ギャズ"・ギャリック三等軍曹）

2023年
- コール オブ デューティ モダン・ウォーフェアIII（カイル・"ギャズ"・ギャリック三等軍曹）

2024年
- 北斗の拳 LEGENDS ReVIVE（シュケン）

### ドラマCD
- 黒子のバスケ DRAMA THEATER 1st GAMES（福田寛）
- 獣神空想御伽草子 第二巻（国王ネコ）

### BLCD
- おきざりの天使（神宮寺、部員A、部員C）
- 恋のはなし（ホテルの受付）
- 豪華客船で恋は始まる6（男性）
- 花嫁は夜に散る（三井健吾）

### ラジオドラマ
- 新刊ラジオ 文豪ストレイドッグス外伝 綾辻行人vs京極夏彦（綾辻行人）
- BeeTV GTO（弾間龍二）
- VOMIC 斉木楠雄のΨ難（斉木國春）
- ニッポン放送開局60周年記念 オーディオドラマ『海賊とよばれた男』（2014年、宇佐美幸吉）

### オーディオブック
- オーディオドラマ『海賊とよばれた男』上・下（2014年、宇佐美幸吉）[22]
- 七星のスバル（2020年、朗読ほか）
- ウズタマ（2020年、松宮将彦[23][24]）
- 猫にはなれないご職業（2020年、ヤクモ ほか[25]）
- 魔王です。女勇者の母親と再婚したので、女勇者が義理の娘になりました。（2020年、朗読＋ガルトー[26]）
- 家族写真（2021年、朗読）
- 我がヒーローのための絶対悪（2021年、瓶呂礼央、伊雅路加 ほか[27]）

### 吹き替え

#### 映画
- アーカイヴ（ジョージ・アルモア〈テオ・ジェームズ〉）
- アイガー北壁（アドルフ・ルビ〈ピーター・ズムシュタイン〉）
- 悪人に平穏なし（ロドルフォ〈ロドルフォ・サンチョ〉[28]）
- アサシン・クラブ
- アサシン クリード（アレックス）
- アジョシ
- アメリカン・ハッスル（パコ・ヘルナンデス〈マイケル・ペーニャ〉）
- 安市城 グレート・バトル（チュスジ〈ペ・ソンウ〉）
- イップ・マン 宗師（佐々木会長〈趙曉光〉）
- イノセント・ガーデン
- 11ミリオン・ジョブ
- 陰謀のスプレマシー（ブレイマー〈デヴィッド・バーク＝ジョーンズ〉）
- インポッシブル（カール）
- 美しい湖の底（カイル・ウォーカー〈ロン・リビングストン〉）
- お熱いのがお好き ※WOWOW追加録音版
- オンリー・ザ・ブレイブ（クリストファー・マッケンジー〈テイラー・キッチュ〉）
- グッドライアー 偽りのゲーム（ヴィンセント・ハロラン〈ジム・カーター〉[29]）
- グリーンブック（ジョージ〈マイク・ハットン〉[30]）
- クリスマスキューピッド
- クローバーフィールド・パラドックス
- ゲットバック（バイク警官）
- 獣の棲む家（マーク〈マット・スミス〉）
- 最愛の大地（アレクサンダー〈ブランコ・ジュリッチ〉）
- ザ・ファイター
- ザ・ブリザード
- シャドー・チェイサー（ザヒール〈ロシュディ・ゼム〉）
- ジャングル・クルーズ（アクセル〈フィリップ・マクシミリアン〉[31]）
- スクランブル（ギャレット・フォスター〈フレディ・ソープ〉）
- スクリーム4: ネクスト・ジェネレーション
- SAFE/セイフ（アレックス・ローゼン〈アンソン・マウント〉）
- 選挙の勝ち方教えます（リチャード・バックリー〈スクート・マクネイリー〉）
- ゾンビーズ2
- ゾンビーズ3（テール〈ポール・ホプキンス〉）
- タイタンの逆襲
- 大統領の執事の涙（ジョン・F・ケネディ〈ジェームズ・マースデン〉）※ソフト版
- ダンボ（ブルーゲルベッカー〈ラース・アイディンガー〉）
- チェイス!（アリ〈ウダイ・チョープラ〉）
- 沈黙の監獄（フィールズ）
- ツリー・オブ・ライフ
- ドクター・ストレンジ（ドクター・ウェイス〈エベン・ヤング〉[32]）
- ドラゴン・スクワッド（グリーン〈アントーン・トーバート〉）
- トロン: レガシー（青プログラム）
- パーフェクト・ルーム（ヴィンセント・スティーヴンズ〈カール・アーバン〉）
- バック・トゥ・ザ・フューチャー PART2（マッチ〈ビリー・ゼイン〉）※BSジャパン版
- バッド・ジーニアス 危険な天才たち（バンク〈チャーノン・サンティナトーンクン〉[33]）
- 犯罪都市 PUNISHMENT（ヤン・ジョンス〈イ・ジフン〉[34]）
- ハンズ・オブ・ストーン（ロベルト・デュラン〈エドガー・ラミレス〉）
- BFG: ビッグ・フレンドリー・ジャイアント（ハグリン〈アダム・ゴドリー〉）
- ピラニア3D（学生男）
- ファザーフッド（マシュー・ロジェリン〈ケヴィン・ハート〉）※Netflix版
- フェイシズ
- フットルース 夢に向かって
- プライベート・ウォー（ポール・コンロイ〈ジェイミー・ドーナン〉）
- フリー・ガイ[35]
- プリズナーズ ※BSジャパン版
- ヘンリー・アンド・ザ・ファミリー（スチュアート〈アーロン・エイブラムス〉）
- HOT SUMMER NIGHTS/ホット・サマー・ナイツ（ハンター・ストロベリー〈アレックス・ロー〉）
- ホワイトハウス・ダウン（ボビー〈パトリック・サボンギ〉[36] 他）
- マイヤーウィッツ家の人々 (改訂版)（ゲイブ 〈マシュー・シアー〉）
- 密航者（マイケル・アダムス〈ジャミア・アンダーゾン〉）※Netflix版
- ミッション: 8ミニッツ
- MEN 同じ顔の男たち（ジェームズ・マーロウ〈パーパ・エッシードゥ〉）
- ものすごくうるさくて、ありえないほど近い（ジーン・ブラック）
- ラコニア号 知られざる戦火の奇跡
- ランボー/最後の戦場 ※テレビ東京版
- リトル・モンスターズ（デヴィッド〈アレクサンダー・イングランド〉）
- レット・イット・シャイン
- レッド・ステイト（ビリー・レイ〈ニコラス・ブラウン〉）
- RED/レッド
- REDリターンズ（ブラックウェル〈マーティン・シムズ〉）
- REBEL MOON: パート1 炎の子（デン〈スチュアート・マーティン〉）
  - REBEL MOON: パート2 傷跡を刻む者
- レモネード・マウス
- ローズの秘密の頁（スティーヴン・グリーン医師〈エリック・バナ〉）
- ロビン・フッド（エドワード）

#### ドラマ
- アラン使道伝（王皇上帝）
- アンダー・ザ・ドーム（カーター）
- アンフォゲッタブル 完全記憶捜査
- インスティンクト -異常犯罪捜査-（アンドリュー・ウィルソン〈ダニエル・イングス〉）
- FBI: 特別捜査班
- オーレ殺人事件（ダニエル・リンドスコグ〈カルド・ラザーディ〉）
- オリー（ジェームズ〈ジェイク・ジョンソン〉）
- キラー・マイクのきわどいニュース（マイク）
- ギレルモ・デル・トロの驚異の部屋（ジョー・アレン〈ルーク・ロバーツ〉）
- クイーンズ・ギャンビット
- グレイズ・アナトミー7
- 刑事トム・ソーン 声なき目撃者（牧師）
- 恋するマンハッタン シーズン3（ビンス）
- ザ・シューター（アイザック・ジョンソン 〈オマー・エップス〉）
- THE TUDORS〜背徳の王冠〜
- ザ・ミドル 〜中流家族のフツーの幸せ
- CSI:ニューヨーク7
- シークレット・サークル
- シー・ハルク:ザ・アトーニー（エル・アギラ）
- ゾンビーズ（デール〈ポール・ホプキンス〉）
- 第3病院〜恋のカルテ〜（ス看護師長）
- 太陽を抱く月
- ディフェンダーズ 闘う弁護士
- トゥルー・ハリウッド・ストーリー
- 9-1-1: LONE STAR（ジャッド・ライダー〈ジム・パラック〉[37]）
- PERSON of INTEREST 犯罪予知ユニット
- ハート・オブ・ディクシー ドクターハートの診療日記（トム・ロング〈ロス・フィリップス〉 他）
- PAN AM/パンナム
- ビリオンズ（ブライアン・コナティー）
- ブラザーズ&シスターズ
- ミディアム6 霊能者アリソン・デュボア
- リンガー 〜2つの顔〜

#### アニメ
- アドベンチャー・タイム（タートルプリンセス、ビリー、カタツムリ 他）
- きかんしゃトーマス（バッシュ、ピーター・サム、ブッチ、ヨンバオ、ローディネーター 他）※NHK版
  - きかんしゃトーマス ミスティアイランド レスキュー大作戦!!（バッシュ）※テレビ版
  - きかんしゃトーマス ブルーマウンテンの謎（ピーター・サム）
  - きかんしゃトーマス 走れ!世界のなかまたち（ピーター・サム、アナウンサー）
  - きかんしゃトーマス Go!Go!地球まるごとアドベンチャー（ヨンバオ）
- 氷の国のスイフティ 北極危機一髪!（PB）
- 最強武将伝 三国演義（2010年 - 2011年、宋憲、孔秀、秦琪、曹洪、曹丕、劉琦、張允、徐庶、曹操兵、斥侯、楊修、周善、諸葛瑛 他） - 2シリーズ
- ズーとたのしいシマウマかぞく
- ちいさなプリンセス ソフィア（ポポプ教授）
- てのひらヒーロー アトミック・パペット（アトミック・パペット）
- 天官賜福 貮（大臣）
- トムとジェリー ショー（カーウァー、スカリー、ナレーター、カロリー伯爵、キツネ）
- バットマン:ブレイブ&ボールド（エロンゲイテッドマン、ドクター・ケイナス、バグアイド・バンディット）
- ファイナル・スペース（ゲイリー・グッドスピード、ムーンケーキ）
- マーベル スパイダーマン（ヴァルチャー / エイドリアン・トゥームス）
- リメンバー・ミー（入国係官）
- ロン 僕のポンコツ・ボット（アンドリュー・モリス）

### ボイスオーバー
- 伊藤英明の大シベリア
- 映像の世紀 バタフライエフェクト
- NHKスペシャル 新・映像の世紀 第3集「時代は独裁者を求めた」（革命家 レフ・トロツキー、チャールズ・リンドバーグ）
- 島耕作のアジア立志伝
- 食彩の王国
- 世界ふれあい街歩き
- SONGS ウィーン少年合唱団
- ターシャの森から
- 第41回日本賞受賞作品「”自然と遊ぼう!”大作戦」
- 天才キッズの大冒険〜シルク・ド・ソレイユと夢の競演SP
- 日立 世界・ふしぎ発見!
- マンデードキュメント 台湾高校生が見た震災5年めの宮城
- 南インド ケララ州〜スパイスとアーユルヴェーダの故郷を行く〜（2D版ボイスオーバー）
- ようこそ宇宙の特等席へ 地球周遊ナイトクルーズ

### ナレーション
- 一人之下 放映直前スペシャル
- Good Living
- コミックBAR Renta!
- 天空の蜂（スポットナレーション）

### テレビドラマ
- ハコヅメ〜たたかう!交番女子〜（警察無線の声）

### テレビ番組
- 天才てれびくん hello 生放送（電空住人の声）
- ニャンちゅうワールド放送局

### 特撮
- 王様戦隊キングオージャー（2023年）

### CM
- パチンコセントラル（ボイスステッカー）

### パチンコ・パチスロ
- CR怨み屋本舗（十二月田猛臣）
- ベルサイユのばら
- 北斗の拳

### 舞台
- あいぶんこ 朗読ライブ「死骸にまたがった男」
- スマイルプリキュア! ミュージカルショー（掃除道具アカンベェ）
- 81PRODUCE Presents若手リーディング公演　声瞬-SEISHUN-[38]
  - この握りめし（増田健次）
  - ラジオドラマのためのエチュード ひめゆりの塔（専任士官、負傷兵）

### その他コンテンツ
- あやはとり召喚帖
- オーディオコミックシアター『黄昏流星群』Vol.3（2019年）

### シリーズ一覧
1. ↑  『デュエル・マスターズ クロス』（2009年）、『デュエル・マスターズ ビクトリー』（2011年）
2. ↑  第2作『ハヤテのごとく!!』（2009年）、第3作『ハヤテのごとく！ CAN'T TAKE MY EYES OFF YOU』（2012年）、第4作『ハヤテのごとく！ Cuties』（2013年）
3. ↑  第1シーズン（2009年）、第2シーズン『爆』（2010年）、第3シーズン『4D』（2011年）
4. ↑  第1期（2010年）、第2期『II』（2011年）
5. ↑  【2011年版『カードファイト!! ヴァンガード』シリーズ】

第1期（2011年 - 2012年）、第2期『アジアサーキット編』（2012年 - 2013年）、第3期『リンクジョーカー編』（2013年 - 2014年）、第4期『レギオンメイト編』（2014年）

【2018年版『カードファイト!! ヴァンガード』シリーズ】

新右衛門編（2019年）
6. ↑  第1期（2011年 - 2012年）、第2期（シーズン2）（2012年 - 2013年）
7. ↑  第1期（2012年）、第2期（2013年 - 2014年）、第3期（2015年）
8. ↑  第1クール（2019年）、第2クール（2019年）